# 최수진 (1986년)
최수진(1986년 8월 9일 ~)은 대한민국의 배우이며 가족으로는 여동생인 소녀시대 멤버 수영이 있다.

## 생애
최수진은 1986년 8월 9일 서울특별시에서 아버지 최정남 어머니 문소희 사이에서 2녀 중 장녀로 태어났고 2010년 숙명여자대학교 중어중문학과를 졸업하였다.

## 출연작

### 뮤지컬
- 2009년 《살인마 잭》 - 글로리아 역
- 2010년 《궁》- 효린 역
- 2011년 《오즈의 마법사》- 글린다 역
- 2011년 《겨울연가》- 유진 역
- 2012년 《프로포즈》- 은경 역
- 2012년 《천상시계》- 예성 역
- 2012년 《김종욱 찾기》- 여자 역
- 2013년 《헤이, 자나!》- 케이트 역
- 2013년 《벽을 뚫는 남자》- 이사벨 역
- 2014년 《싱 잉 인 더 레인》- 캐시 샐든 역
- 2014년 《올 슉 업》- 로레인 하트 역
- 2015년 《쓰루더도어》- 샬롯 역
- 2015년 《사의 찬미》- 윤심덕 역
- 2016년 《뉴시즈》- 캐서린 플러머 역
- 2016년 《인 더 하이츠》- 니나 역
- 2017년 《록키 호러 쇼》- 자넷 역
- 2017년 《사의 찬미》- 윤심덕 역
- 2017년 《어쩌면 해피엔딩》- 클레어 역
- 2017년 《아이 러브 유》- 여자 2 역
- 2018년 《맨 오브 라만차》- 알돈자 역
- 2018년 《록키 호러 쇼》- 자넷 역
- 2018년 《어쩌면 해피엔딩》- 클레어 역
- 2019년 《킹 아더》- 모르간 역
- 2019년 《사의 찬미》 - 윤심덕 역
- 2019년 《오펀스》- 필립 역
- 2019년 《귀환》- 어린 해성 역
- 2020년 《리지》- 앨리스 러셀 역
- 2020년 《썸씽 로튼》 - 포샤 역
- 2020년 《맨 오브 라만차》 - 알돈자 역
- 2024년 《웨스턴 스토리》 - 조세핀 마커스 역
- 2024년 《사의 찬미》 - 윤심덕 역
- 2024년 《맨 오브 라만차》 - 엠마 역
- 2025년 《라흐 헤스트》 - 향안 역

### 드라마
- 2012년 tvN 《제3병원》 - 정의진 역

## 학력
- 숙명여자대학교 중어중문학과 (졸업)